# Bourreria spathulata
Bourreria spathulata är en strävbladig växtart som först beskrevs av John Miers, och fick sitt nu gällande namn av William Botting Hemsley. Bourreria spathulata ingår i släktet Bourreria och familjen strävbladiga växter. Inga underarter finns listade i Catalogue of Life.